# Naz̧arābād (ort)
Naz̧arābād är en ort i Iran.   Den ligger i provinsen Gilan, i den nordvästra delen av landet, 400 km nordväst om huvudstaden Teheran. Naz̧arābād ligger 98 meter över havet och antalet invånare är 388.
Terrängen runt Naz̧arābād är kuperad västerut, men österut är den platt.  Närmaste större samhälle är Āstārā, 5,8 km nordost om Naz̧arābād. I omgivningarna runt Naz̧arābād växer i huvudsak blandskog.